# وارن مون
ارين مون (بالإنجليزية: Warren Moon)‏ هو لاعب كرة قدم أمريكية ولاعب كرة القدم الكندية وممثل أمريكي، ولد في 18 نوفمبر 1956 بلوس أنجلوس في الولايات المتحدة. من الجوائز التي نالها AP NFL Offensive Player of the Year ‏ سنة 1990 وقاعة مشاهير كرة القدم الكندية ‏ وجائزة رجل السنة لوالتر بايتون ‏ سنة 1989 وقاعة مشاهير محترفي كرة القدم.

## جوائز
- AP NFL Offensive Player of the Year [الإنجليزية]‏ (1990)
- قاعة مشاهير كرة القدم الكندية [الإنجليزية]‏
- جائزة رجل السنة لوالتر بايتون [الإنجليزية]‏ (1989)
- قاعة مشاهير محترفي كرة القدم

## وصلات خارجية
- وارن مون على موقع إي إس بي إن.كوم (أن.أف.أل)3
- وارن مون على موقع مرجع كرة القدم المحترفة.كوم (الإنجليزية)
- وارن مون على موقع JustSportsStats.com (الإنجليزية)
- وارن مون على موقع قاعة كندا للمشاهير الرياضية (الإنجليزية)
- وارن مون على موقع قاعة كاليفورنيا للمشاهير الرياضية (الإنجليزية)

- وارن مون على موقع IMDb (الإنجليزية)
- وارن مون على موقع الموسوعة البريطانية (الإنجليزية)
- وارن مون على موقع ألو سيني (الفرنسية)
- وارن مون على موقع إن إن دي بي (الإنجليزية)
- وارن مون على موقع قاعدة بيانات الفيلم (الإنجليزية)
- وارن مون على موقع كينوبويسك (الروسية)